# ميشاليس فاني
ميشاليس فاني (4 فبراير 1981 بليماسول في قبرص - ) هو لاعب كرة قدم قبرصي في مركز حراسة المرمى. لعب مع أبولون ليماسول وASIL Lysi ‏ وProodeftiki F.C. ‏ وAPOP Kinyras FC ‏.

## وصلات خارجية
- ميشاليس فاني على موقع قاعدة بيانات كرة القدم.إي يو (الإنجليزية)
- ميشاليس فاني على موقع Soccerway.com (الإنجليزية)
- ميشاليس فاني على موقع AS.com (الإسبانية)